# José Carlos Marafona
José Carlos Coentrão Marafona (Vila do Conde, 8 de mayo de 1987) es un futbolista portugués que juega en la demarcación de portero para el F. C. Paços de Ferreira de la Segunda División de Portugal.

## Selección nacional
El 31 de marzo de 2015 Marafona fue convocado por primera vez para la selección de fútbol de Portugal por el seleccionador Fernando Santos para disputar un partido contra Cabo Verde, aunque no llegó a jugar ningún minuto. Finalmente, el 28 de marzo de 2017, hizo su debut con la selección en un encuentro contra Suecia que finalizó con un resultado de 2-3 a favor del combinado sueco tras los goles de Cristiano Ronaldo y uno en propia puerta de Andreas Granqvist por parte de Portugal, y de Viktor Claesson, Viktor Claesson y un autogol de João Cancelo para Suecia.

## Clubes
| Club                    | País     | Año       | Partidos | Goles |
| ----------------------- | -------- | --------- | -------- | ----- |
| Varzim S. C.            | Portugal | 2006-2010 | 58       | 0     |
| C. S. Marítimo          | Portugal | 2010-2011 | 1        | 0     |
| C. D. Aves (cedido)     | Portugal | 2011-2013 | 63       | 0     |
| Moreirense F. C.        | Portugal | 2013-2015 | 63       | 0     |
| F. C. Paços de Ferreira | Portugal | 2015-2016 | 19       | 0     |
| Sporting de Braga       | Portugal | 2016-2019 | 59       | 0     |
| Alanyaspor              | Turquía  | 2019-2023 | 103      | 0     |
| F. C. Paços de Ferreira | Portugal | 2023-     | 73       | 0     |

## Palmarés

### Campeonatos nacionales
| Título                       | Club              | País     | Año  |
| ---------------------------- | ----------------- | -------- | ---- |
| Segunda División de Portugal | Moreirense F. C.  | Portugal | 2014 |
| Copa de Portugal             | Sporting de Braga | Portugal | 2016 |